# ۳۳۶ (پیش از میلاد)
۳۳۶ (پیش از میلاد) ۳۳۶مین سال قبل از تقویم میلادی است.

## رویدادها
داریوش سوم به پادشاهی امپراتوری پارس می‌رسد.

## درگذشتگان
- فیلیپ دوم مقدونی می میرد.
- خواجه ای از دربار امپراتوری ایران می میرد.